# New Hempstead
New Hempstead – wieś w Stanach Zjednoczonych, w stanie Nowy Jork, w hrabstwie Rockland.